# Clubiona haplotarsa
Clubiona haplotarsa är en spindelart som beskrevs av Simon 1910. Clubiona haplotarsa ingår i släktet Clubiona och familjen säckspindlar.
Artens utbredningsområde är São Tomé. Inga underarter finns listade i Catalogue of Life.